# Romance (Louis Aubert)
Romance, op. 2 est une romance pour piano, composée par Louis Aubert en 1897.

## Présentation
Selon Guy Sacre, cette romance composée par Louis Aubert en 1897 est « un morceau de salon, dans le style composite d'un musicien en formation. Il y a dans ces trois pages (en la bémol majeur, Andante) finement rédigées et pleines de charme, pêle-mêle du Franck, du Massenet, du Wagner et beaucoup de Debussy via les Russes, comme le montrent les belles et rêveuses pédales et les harmonies de neuvièmes ».
En 1987, Aubert est absent du Guide de la musique de piano réalisé sous la direction de François-René Tranchefort. Son œuvre est progressivement redécouverte au début du XXIe siècle.

## Discographie
- Cristina Ariagno — Louis Aubert, Piano Works, Brilliant Classics 9064, 2009.
- Stéphanie Moraly (violon), Romain David (piano) — Louis Aubert, Intégrale de l'œuvre pour violon et piano (Sonate pour violon et piano, Caprice, Aubade, Madrigal), Sillages..., Romances, Lutins, Trois esquisses, Azur, AZC 166, Festival international Albert-Roussel, 22-25 septembre 2018.